# 丐𡘯江
丐𡘯江（越南语：／）是坚江省的一条大江。
丐𡘯江发源于芹苴市泰来县的市队运河 （Kênh Thị Đội），逐渐扩宽至塸槁县永胜社的坚江省。 丐𡘯江从这里向西北流至迪石市的迪石湾。
丐𡘯江全长约60公里，河床宽200至500米，至入海口扩宽至2公里。 深度从6到15米不等。
这条丐𡘯江经 塸槁县、永順县、安邊县和 週城县，并形成天然边界。
屯𡘯江完全位于三角洲，因此没有供水、灌溉系统，河水流量完全依靠当地降雨和流经豪河的部分水量。 旱季无水供应，内陆水位低，咸水溢出内陆3公里多。 雨季，河水水位高，流量较大（522立方米/秒以上），河水又清新。 河两岸约有15条大支流，是运河、沟渠、运河，或为乌明森林排水 , 或连接到丐𡭬江（Sông Cái Bé）。